# BorWin1

Lage der HGÜ-Verbindung innerhalb der Windparks in der Deutschen Bucht

BorWin1 ist eine Offshore-HGÜ-Verbindung in der deutschen Nordsee, die der Anbindung des Offshore-Windparks „BARD Offshore 1“ an das europäische Verbundnetz dient. BorWin1 ist die erste Hochspannungs-Gleichstrom-Übertragungs-Verbindung in Deutschland, deren Anlagen mit Bipolartransistoren mit isolierter Gate-Elektrode (IGBT) ausgestattet ist.
Die Leitung, deren Endpunkte sich beim Windpark in der Nordsee auf der dafür errichteten Konverter-Plattform „BorWin alpha“ und an Land unmittelbar westlich des 380-kV-Umspannwerks in Diele befinden, besteht aus einem 75 Kilometer langen Erd- und einem 125 Kilometer langen Seekabel, das durch die südöstliche Nordsee bzw. durch das Wattenmeer (Insel Norderney bis Hilgenriedersiel) führt.
Bau und Betrieb des Seekabels in der Nordsee innerhalb der deutschen Ausschließlichen Wirtschaftszone wurden vom zuständigen Bundesamt für Seeschifffahrt und Hydrographie (BSH) am 1. Juli 2009 genehmigt.
Die von der TenneT TSO GmbH und ABB gebaute Anlage kann bei einer symmetrischen Betriebsspannung von 150 kV eine maximale Leistung von 400 Megawatt übertragen.

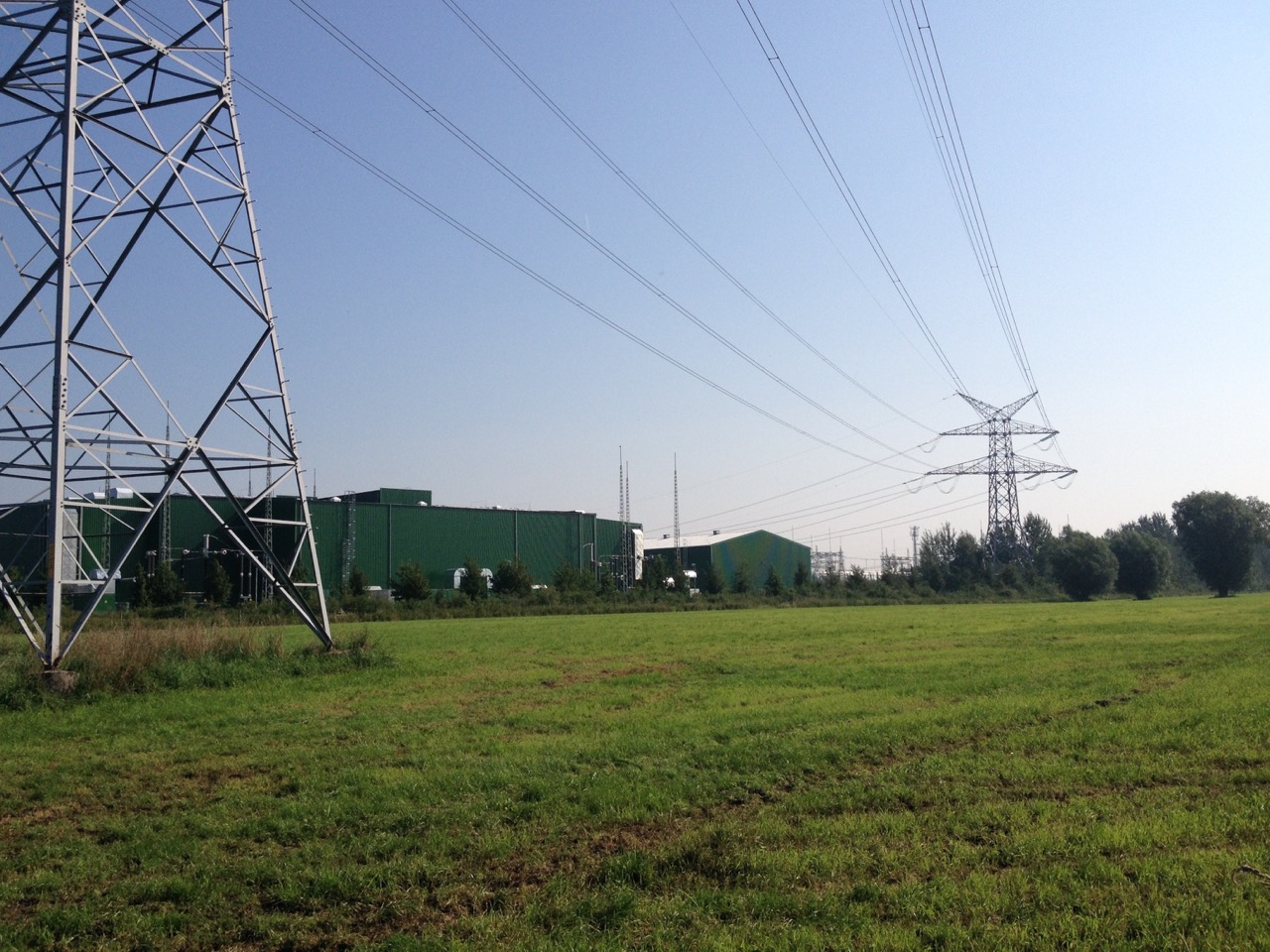
Umspannwerk Diele – Ansicht von Süden mit den Stromrichterhallen für BorWin1 (Satteldach, rechts) und BorWin2 (Flachdach, links). Stromleitung nach Meppen (Emsland-West und Emsland-Ost, 380 kV)

Im Unterschied zu den meisten anderen HGÜ-Anlagen befinden sich in der Stromrichterstation Diele fast alle Komponenten der Anlage in der Stromrichterhalle, die 74 m lang, 38 m breit und 14 m hoch ist.
Parallel zur Lage des BorWin-1-Kabels fanden im Mai 2012 Kabelverlegearbeiten zur HGÜ BorWin 2 statt, die einen weiteren Windpark-Cluster anbinden soll. Die Arbeiten in der offenen Nordsee wurden vom Verlegeschiff „Giulio Verne“ ausgeführt.
Auf Grund technischer Probleme, insbesondere Netzabschaltungen und Defekten auf Grund von Schwelbränden war die Konverterstation monatelang außer Betrieb.